# كركي بجي
كركي بَجْي (الاسم العلمي: Grus pagei)، نوع من طيور الكركية المنقرضة عُثر عليها في رواسب الأسفلت العلوية من العصر الحديث الأقرب في رانشو لا بريا، لوس أنجلوس، كاليفورنيا. إنها واحدة من ثلاث كركيات موجودة في رانشو لا بريا، والكركيات الأخرى هي  الكركي الأمريكي الحي (Grus americana) والكركي الكندي (Antigone canadensis). وهي الأصغر بين الكركيات الثلاثة، ولها جمجمة أطول نسبيًا وأكثر رشاقة من الكركيات الحية.  وصف منها ما لا يقل عن 11 فردًا بـ 42 عظمة أحفورية. وصفه كينيث إي كامبل جونيور في عام 1995، والاسم مُهدى للمحسن المسؤول عن المتحف الموجود في حُفر القطران، جورج س. بيج.